# Leschenaultia andina
Leschenaultia andina là một loài ruồi trong họ Tachinidae.